# Восточноболгарские говоры

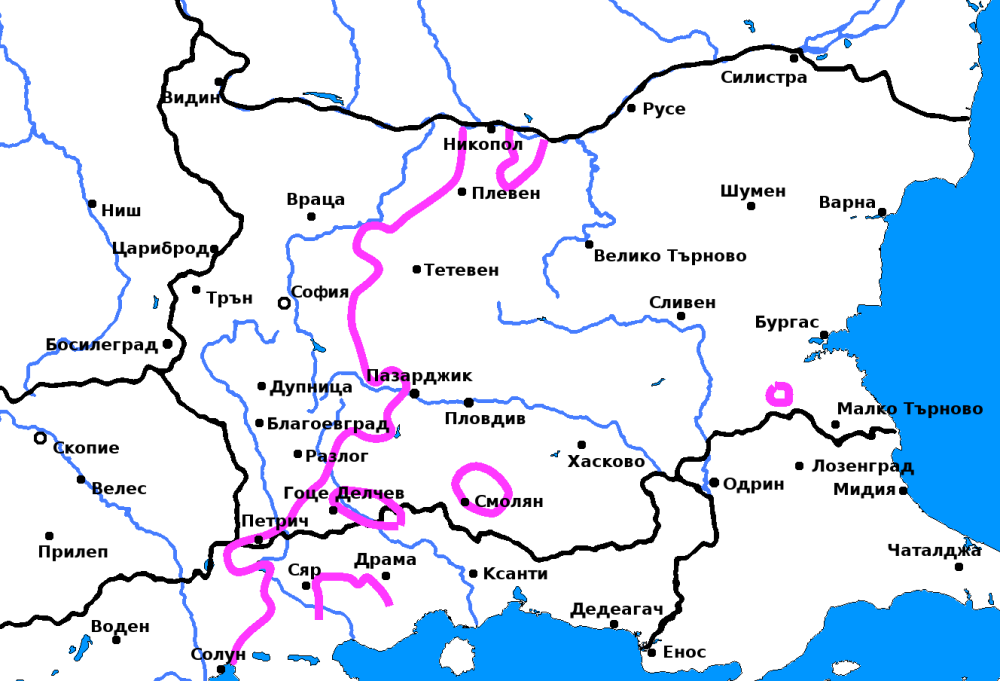
Ятова граница, разделяющая ареал болгарского языка на две основные группы говоров

Восточноболга́рские го́воры (также восточноболгарское наречие, восточноболгарские диалекты, восточноболгарская группа говоров; болг. източни български говори) — говоры болгарского языка, представляющие наряду с западноболгарскими одну из двух основных болгарских диалектных областей. Распространены в восточной и центральной Болгарии (к востоку от ятовой границы), а также в некоторых районах Румынии, Молдавии, Греции, Турции и Украины.
Подразделяются на три группы говоров: мизийскую, балканскую и рупскую.
Восточноболгарский диалектный ареал отличается от западноболгарского комплексом фонетических и грамматических особенностей, основной из которых является различие в рефлексах праславянской *ě.
Балканские говоры восточноболгарского ареала легли в основу современного болгарского литературного языка. Важнейшее значение в формировании литературных норм имели черты центральнобалканских (габровско-ловечско-троянских) говоров, в несколько меньшей мере — черты котелско-еленско-дряновских и пирдопских (говоров Копривштицы и Клисуры).

## Классификация
Согласно классификации, опубликованной в издании «Болгарская диалектология» (под редакцией С. Стойкова), восточноболгарский ареал включает три группы говоров: мизийскую, балканскую и рупскую.
Основной ареал мизийских говоров — северо-восточная Болгария, отдельные островные ареалы переселенческих говоров встречаются в более южных районах, к югу от городов Тырговиште, Шумен и Варна (говоры так называемых «загорцев»). Кроме того, мизийские говоры распространены в Молдавии и на южной Украине. Ранее мизийский ареал занимал, вероятнее всего, более обширную территорию, но на протяжении по-крайней мере последних двух веков мизийские говоры вытесняются соседними говорами балканского типа.
Наиболее типичными говорами мизийской группы являются шуменские говоры.
Балканские говоры по охвату территории образуют самую большую группу восточноболгарского ареала. Северные границы области распространения балканских говоров размещены на Дунае у городов Свиштов и Никопол, южные границы расположены от предгорий Родоп южнее городов Пазарджик и Пловдив на западе до Бургаса на побережье Чёрного моря. Часть балканских говоров распространена севернее Варны в Добрудже (северо-восточная Болгария).
В число говоров балканского ареала включают:
- центральнобалканские (габровско-ловечско-троянские) говоры;
- котельско-еленско-дряновские говоры;
- панагюриштские (панагюрские) говоры;
- пирдопские говоры;
- тетевенские говоры;
- еркечские говоры;
- подбалканские (сливенско-ямболско-старозагорские) говоры;
- переходные балканские говоры:
  - галатские говоры;
  - драгижевские говоры;
  - вырбицкие говоры.

Рупские говоры распространены в южной части восточноболгарского диалектного ареала от городов Разлог и Гоце-Делчев на западе до побережья Чёрного моря южнее Бургаса на востоке. Некоторые рупские говоры размещены за пределами южной Болгарии, в частности, павликянские говоры болгар-католиков встречаются в северноболгарских районах — в окрестностях Свиштова на Дунае (данный островной ареал сложился в результате переселения носителей павликянских говоров из южноболгарских районов). Часть ареала рупских говоров размещена в Турции и Греции, главным образом, в районах, приграничных с Болгарией. В середине XIX века болгарами католического вероисповедания, переселившимися в область Банат (современные приграничные территории Румынии и Сербии), на основе юго-восточных болгарских говоров была создана письменность (с использованием латиницы) и кодифицированы нормы банатского литературного языка. В греческой части рупского ареала болгары-мусульмане (помаки) с 1990-х годов предпринимают попытки создания на основе местных говоров регионального литературного помакского языка с использованием греческого письма (часть помаков использует для письма латинский алфавит).
В состав рупской группы включают следующие говоры и подгруппы говоров:
- восточнорупские (странджийско-фракийские) говоры:
  - странджийские говоры;
  - фракийские говоры;
- родопские говоры:
  - смолянские говоры;
  - широколыкские говоры;
  - хвойнинские говоры;
  - чепинские говоры:
    - велинградский говор;
    - костандовский говор;
    - ракитовский говор;
    - дорковский говор;

  - павликянские говоры;
  - златоградские говоры;
- западнорупские (разложско-гоцеделчевские) говоры:
  - бабяцкие говоры;
  - разложские говоры;
  - гоцеделчевские говоры;
  - драмско-серские говоры:
    - солунские говоры.

Согласно диалектологической карте болгарского языка, опубликованной отделением диалектологии и лингвистической географии Института болгарского языка, восточноболгарский ареал подразделяют на две группы, северо-восточную и юго-восточную:
- северо-восточные говоры:
  - мизийские (восточномизийские) говоры;
  - балканские говоры;
- юго-восточные говоры:
  - восточнорупские говоры;
  - среднерупские (родопские) говоры;
  - западнорупские говоры.

## Диалектные особенности
К диалектным чертам восточноболгарских говоров относят:
1. Распространение рефлексов *ě в виде гласной а — перед твёрдыми согласными, и гласной е — перед мягкими согласными.
2. Возможность редукции гласных: бạштà, зẹлèнọ или бъшта̀, зилѐну. По различию в реализации этого явления восточноболгарские говоры делят на три ареала: с полной редукцией, с неполной редукцией, без редукции.
3. Широкое распространение гласной ъ на месте древних редуцированных.
4. Совпадение рефлексов древних носовых в гласной ъ.
5. Наличие гласной е на месте ’а перед мягкой согласной: пол’àна — пọл’èни, жа̀ба — жѐби, ча̀ша — чѐши.
6. Более широкое распространение палатальных согласных в сравнении с западноболгарскими говорами.
7. Наличие сочетаний шт — жд (на месте праславянских сочетаний *tj, *kt перед гласными переднего ряда и *dj), которым в западном ареале соответствуют ч — дж и к’ — г’ наряду с шт — жд.